# Johannes Wessels (Jurist)
Johannes Wessels (* 20. Juni 1923 in Overberge, Kreis Unna; † 21. August 2005) war ein deutscher Professor für Strafrecht in Münster.

## Leben
Johannes Wessels studierte an der FU Berlin und an der Universität Münster Rechtswissenschaften. 1952 wurde er bei Harry Westermann promoviert und arbeitete zunächst ab 1953 als Richter am Landgericht Dortmund und 1958 Oberlandesgerichtsrat am Oberlandesgericht Hamm.
1961 war Wessels zeitweilig als Abteilungsleiter im Justizministerium des Landes Nordrhein-Westfalen tätig. Ab 1962 war er neben seiner Tätigkeit als Richter auch am Ehrengerichtshof für Rechtsanwälte und als Dozent für Strafrecht an der Universität Münster tätig. 1965 erfolgte die Berufung zum ordentlichen Professor für Strafrecht und Strafprozessrecht an der Universität Münster. Von 1972 bis 1973 war er Dekan der juristischen Fakultät in Münster und von 1973 bis 1988 stellvertretender Vorsitzender des Justizprüfungsamtes beim OLG Hamm. Wessels war daneben noch von 1970 bis 1988 stellvertretendes Mitglied des Verfassungsgerichtshofes für das Land Nordrhein-Westfalen.
Wessels war Träger des Großen Bundesverdienstkreuzes.

## Werk
Von besonderer Bedeutung ist das von Wessels 1970 begründete und von ihm bis 1998 bearbeitete dreibändige Lehrbuch zum deutschen Strafrecht. Das Werk zum Allgemeinen Teil des Strafrechts erschien 2018 in der 48. Auflage und wurde unter anderen in das Spanische, Portugiesische und Koreanische übersetzt. Fortgeführt wurden diese Lehrbücher von Werner Beulke und Helmut Satzger (Strafrecht AT) sowie von Michael Hettinger und Armin Engländer (Strafrecht BT I) sowie von Thomas Hillenkamp und Jan C. Schuhr (Strafrecht BT II).
- Johannes Wessels, Werner Beulke, Helmut Satzger: Strafrecht Allgemeiner Teil. 51. Aufl. 2021, ISBN 978-3-8114-5719-5
- Johannes Wessels, Michael Hettinger, Armin Engländer: Strafrecht Besonderer Teil 1. 44. Auflage. 2020, ISBN 978-3-8114-4972-5.
- Johannes Wessels, Thomas Hillenkamp, Jan C. Schuhr: Strafrecht Besonderer Teil 2. 44. Auflage. 2021, ISBN 978-3-8114-5734-8.